# Michael Rahal
Michael A. Rahal (Aldershot, 10 d'agost de 1970) és un jugador d'escacs espanyol d'origen anglès que té el títol de Mestre Internacional des del 1999.
A la llista d'Elo de la FIDE del gener de 2022, hi tenia un Elo de 2326 punts, cosa que en feia el jugador número 191 (en actiu) d'Espanya. El seu màxim Elo va ser de 2431 punts, a la llista del gener de 2005.
És membre de la Societat Coral Colon de Sabadell. Ha guanyat nombrosos torneigs internacionals i el 1997 fou subcampió de Catalunya. També és administrador i expert de l'Internet Chess Club i comentarista de l'ICC Chess. És entrenador de la Federació Espanyola d'Escacs des del 1998, i responsable de l'àrea educativa i coordinador general de l'Escola d'Escacs Miquel Illescas (EDAMI).
El novembre de 2021 es proclamà campió d'Espanya de veterans (categoria de +50) a Altea.

## Obres
- Michael, Rahal. Los secretos de los campeones.  Barcelona: Esfera, 2012. ISBN 9789992062098.